# 전쟁증거박물관

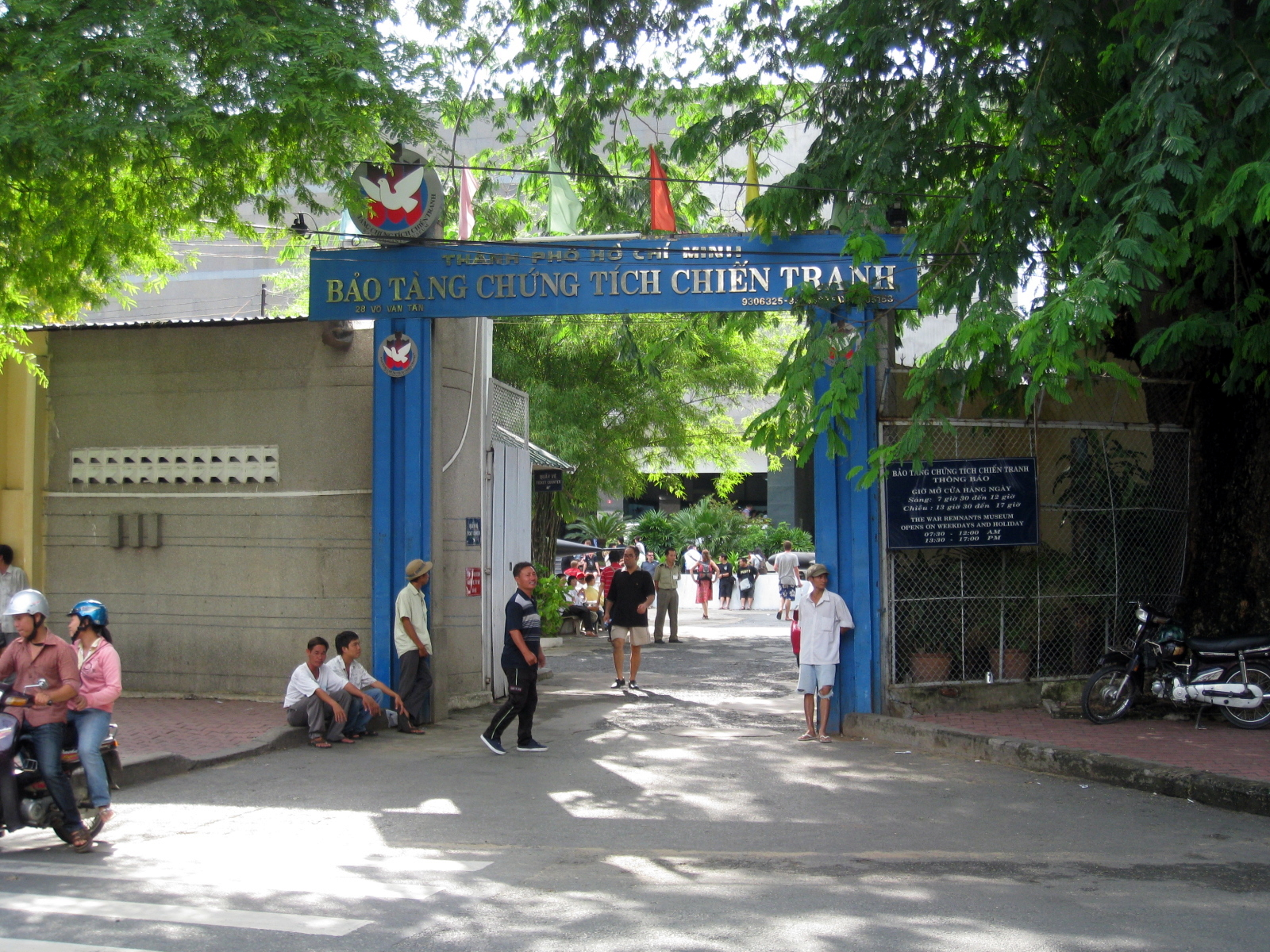
전쟁 박물관 입구

전쟁증거박물관(언어 오류(vt): Bảo tàng Chứng tích chiến tranh, 한국 한자: 寶藏證蹟戰爭 보장증적전쟁)은 베트남 호찌민시에 있는 박물관이다. 이 박물관은 원래 중국의 전쟁 범죄과 미국의 전쟁 범죄 박물관이었으나, 이들 국가 관광객들의 반감을 사서 개칭했다. 베트남 전쟁 당시 사용했던 전차, 전투기, 미사일뿐만 아니라 고엽제 등으로 태어난 기형아들의 사체 등 전쟁 당시의 상황을 볼 수 있다. 이 건물은 베트남 전쟁 당시 미군의 정보부 청사였다.